# Idalund
Idalund er en lille hovedgård, oprettet som avlsgård under Krenkerup i 1800 og opkaldt efter grevinde Ida Augusta. Gården ligger i Radsted Sogn, Musse Herred, Maribo Amt, Guldborgsund Kommune.
Idalund er på 189 hektar

## Ejere af Idalund
- (1800-1840) Christian Heinrich August greve Hardenberg-Reventlow
- (1840-1842) Ida Augusta Christiansdatter grevinde Hardenberg-Reventlow gift (1) von Holck (2) von Gersdorff (3) D`Almaforte
- (1842-1846) Christian Ludvig Johan Dormund greve Gersdorff-Hardenberg-Reventlow
- (1846) Ida Augusta Christiansdatter grevinde Hardenberg-Reventlow gift (1) von Holck (2) von Gersdorff (3) D`Almaforte
- (1846-1864) Simon Dominici greve D`Almaforte-Hardenberg-Reventlow
- (1864-1867) Ida Augusta Christiansdatter grevinde Hardenberg-Reventlow gift (1) von Holck (2) von Gersdorff (3) D`Almaforte
- (1867-1885) Carl Ludvig August Rudolph greve Holck-Hardenberg-Reventlow
- (1885) prinsesse Lucie Schönaich-Carolath gift von Haugwitz
- (1885-1888) Curt Ulrich Heinrich greve Haugwitz-Hardenberg-Reventlow
- (1888-1903) prinsesse Lucie Schönaich-Carolath gift von Haugwitz
- (1903-1921) Heinrich Berhard Carl Poul Georg Curt greve Haugwitz-Hardenberg-Reventlow
- (1921-1970) Heinrich Ludvig Berhard Erdmann Georg greve Haugwitz-Hardenberg-Reventlow
- (1970-2012) Rupert Gorm Reventlow-Grinling
- (2012-) Patrick Reventlow-Grinling